# Lukas Mathies
Lukas Mathies (* 15. März 1991 in Schruns) ist ein ehemaliger österreichischer Snowboarder.

## Werdegang
Mathies nahm von 2006 bis 2012 vorwiegend am Europacup teil. Sein erstes Weltcuprennen fuhr er im Jänner 2009 am Kreischberg, welches er auf dem 31. Platz im Parallel-Riesenslalom beendete und damit auch seine ersten Weltcuppunkte gewann. Bei den Juniorenweltmeisterschaften 2011 in Valmalenco gewann er Silber im Parallel-Riesenslalom und Gold im Parallelslalom.
In der Saison 2011/12 erreichte er in Carezza mit dem fünften Platz erstmals eine Top-Zehn-Platzierung im Weltcup. Im Jänner 2012 schaffte er mit dem zweiten Rang in Sudelfeld seine erste Podestplatzierung im Weltcup. Bei den Snowboard-Weltmeisterschaften 2013 in Stoneham belegte er den 28. Platz im Parallelslalom und den 16. Rang im Parallel-Riesenslalom.
Zu Beginn der Saison 2013/14 holte Mathies in Carezza im Parallelslalom und im Parallel-Riesenslalom den dritten Platz. Im Jänner 2014 gewann er in Rogla sein erstes Weltcuprennen. Anfang Februar folgte mit dem zweiten Platz im Parallel-Riesenslalom in Sudelfeld ein weiterer Podestplatz. Bei den Olympischen Winterspielen 2014 in Sotschi erreichte er den fünften Platz im Parallelslalom.
Die Saison beendete er auf dem dritten Platz in der Parallelslalomwertung und den ersten Rang in der Parallel-Riesenslalomwertung. In der folgenden Saison kam er im Weltcup dreimal unter die ersten Zehn. Beim Saisonhöhepunkt den Snowboard-Weltmeisterschaften 2015 am Kreischberg wurde er Zehnter im Parallel-Riesenslalom und Sechster im Parallelslalom. Sein bestes Weltcupresultat in der Saison 2015/16 war der 12. Platz im Parallelslalom in Bad Gastein und im Parallel-Riesenslalom in Rogla.
Im Jänner 2017 wurde Mathies in Hochficht im Böhmerwald österreichischer Meister im Parallelslalom und im Parallel-Riesenslalom (neben Daniela Ulbing bei den Frauen). Im folgenden Jahr wurde er in Gerlitzen österreichischer Meister im Parallel-Riesenslalom.
In der Saison 2018/19 erreichte er im Weltcup fünf Top-Zehn-Platzierungen, darunter Platz zwei im Parallel-Riesenslalom in Pyeongchang. Zudem holte er im Parallelslalom in Winterberg seinen zweiten Weltcupsieg und zum Saisonende den zehnten Platz im Parallel-Riesenslalom-Weltcup, den fünften Rang im Parallelweltcup und den vierten Platz im Parallelslalom-Weltcup.
Beim Saisonhöhepunkt, den Snowboard-Weltmeisterschaften 2019 in Park City, fuhr er auf den 16. Platz im Parallelslalom und auf den sechsten Rang im Parallel-Riesenslalom. Ende März 2019 wurde er in Radstadt erneut österreichischer Meister im Parallel-Riesenslalom. In den folgenden Jahren errang er meist Platzierungen außerhalb der ersten Zehn. Bei den Snowboard-Weltmeisterschaften 2021 in Rogla belegte er den 27. Platz im Parallelslalom sowie den sechsten Rang im Parallel-Riesenslalom und bei den Olympischen Winterspielen 2022 in Peking den 23. Platz im Parallel-Riesenslalom. Seinen 103. und damit letzten Weltcup absolvierte er im März 2022 in Berchtesgaden, welchen er auf dem vierten Platz im Parallelslalom beendete.

## Teilnahmen an Weltmeisterschaften und Olympischen Winterspielen

### Olympische Winterspiele
- 2014 Sotschi: 5. Platz Parallelslalom, 6. Platz Parallel-Riesenslalom
- 2022 Peking: 23. Platz Parallel-Riesenslalom

### Snowboard-Weltmeisterschaften
- 2013 Stoneham: 16. Platz Parallel-Riesenslalom, 28. Platz Parallelslalom
- 2015 Kreischberg: 6. Platz Parallelslalom, 10. Platz Parallel-Riesenslalom
- 2019 Park City: 6. Platz Parallel-Riesenslalom, 16. Platz Parallelslalom
- 2021 Rogla: 6. Platz Parallel-Riesenslalom, 27. Platz Parallelslalom

## Weltcupsiege und Weltcup-Gesamtplatzierungen

### Weltcupsiege
| Nr. | Datum           | Ort        | Disziplin             |
| --- | --------------- | ---------- | --------------------- |
| 1.  | 18. Januar 2014 | Rogla      | Parallel-Riesenslalom |
| 2.  | 23. März 2019   | Winterberg | Parallelslalom        |

### Weltcup-Gesamtplatzierungen
| Saison  | Parallel | Parallel | Parallel-Riesenslalom | Parallel-Riesenslalom | Parallelslalom | Parallelslalom |
| Saison  | Punkte   | Platz    | Punkte                | Platz                 | Punkte         | Platz          |
| ------- | -------- | -------- | --------------------- | --------------------- | -------------- | -------------- |
| 2008/09 | 73       | 59.      | -                     | -                     | -              | -              |
| 2009/10 | 18       | 81.      | -                     | -                     | -              | -              |
| 2010/11 | 442      | 34.      | -                     | -                     | -              | -              |
| 2011/12 | 2381     | 13.      | -                     | -                     | -              | -              |
| 2012/13 | 2210     | 7        | 1750                  | 6.                    | 612            | 13             |
| 2013/14 | 3740     | 1.       | 2400                  | 1.                    | 1340           | 3.             |
| 2014/15 | 1483     | 20.      | 393                   | 23.                   | 1090           | 12.            |
| 2015/16 | 812      | 20.      | 370                   | 20.                   | 442            | 19.            |
| 2016/17 | 491      | 34.      | 360                   | 34.                   | 131            | 37.            |
| 2017/18 | 1186,8   | 28.      | 925,8                 | 27.                   | 261            | 25.            |
| 2018/19 | 3600     | 5.       | 1950                  | 10.                   | 1650           | 4.             |
| 2019/20 | 1498,5   | 21.      | 1058,5                | 19.                   | 440            | 18.            |
| 2020/21 | 131      | 22.      | 59                    | 22.                   | 72             | 16.            |
| 2021/22 | 170      | 15.      | 52                    | 28.                   | 118            | 8.             |